# Serranus notospilus
Serranus notospilus är en fiskart som beskrevs av Longley, 1935. Serranus notospilus ingår i släktet Serranus och familjen havsabborrfiskar. Inga underarter finns listade i Catalogue of Life.